# 神经肌肉阻滞药

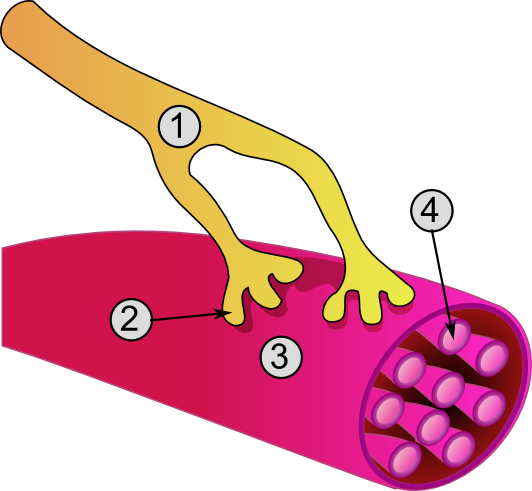
神經肌肉接合處的示意圖：
1. 轴突
2. 運動神經終板
3. 肌細胞
4. 肌原纖維

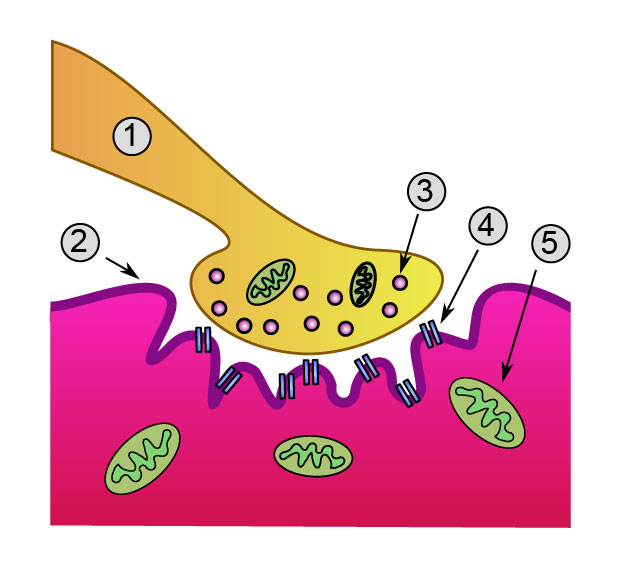
神經肌肉接合處的細部圖：
1. 突觸前終端
2. 肌膜
3. 突觸小泡
4. 菸鹼型乙醯膽鹼受體
5. 線粒體

神经肌肉阻滞药（Neuromuscular-blocking drugs）是可以阻滞神经肌肉接点神經傳導的藥物，會造成骨骼肌的瘫痪。可以透過在突觸前作用，抑制乙酰胆碱（ACh）的合成或是釋放來達成，也可以在突觸後作用，抑制運動神經終板的乙酰胆碱受体。有些藥物（例如肉毒桿菌毒素及破傷風毒素）是在突觸前作用，不過臨床上常用的藥物主要是在突觸後作用。

## 外部連結
- 醫學主題詞表（MeSH）：Neuromuscular+blocking+agents